# James Cleverly
James Spencer Cleverly (Lewisham, Inglaterra, 4 de septiembre de 1969) es un político y militar retirado británico que se desempeñó como ministro del Interior del Reino Unido desde noviembre de 2023 hasta julio de 2024. Miembro del Partido Conservador, también es miembro del Parlamento por Braintree en Essex desde 2015. Se desempeñó como secretario de Estado de Educación en 2022; también fue copresidente del Partido Conservador junto a Ben Elliot de 2019 a 2020 y miembro de la Asamblea de Londres por Bexley y Bromley de 2008 a 2016. Fue secretario de Estado para Asuntos Exteriores y de la Mancomunidad de Naciones de 2022 a 2023.
Hizo campaña a favor del Brexit en el referéndum de membresía de la UE de 2016. En el segundo ministerio de Theresa May, se desempeñó como vicepresidente del Partido Conservador de 2018 a 2019 y subsecretario de Estado Parlamentario para la salida de la Unión Europea de abril a julio de 2019. Después de que Boris Johnson fuera nombrado primer ministro en julio de 2019, Cleverly ascendió al gabinete como ministro sin cartera.
Se desempeñó como copresidente del Partido Conservador junto a Ben Elliot de 2019 a 2020. Cleverly fue degradado del Gabinete en la reorganización del gabinete de 2020 y nombrado ministro de Estado para Medio Oriente y África del Norte. Se convirtió en ministro de Estado para Medio Oriente, África del Norte y América del Norte en diciembre de 2021, antes de ser nombrado ministro de Estado para Europa y América del Norte en febrero de 2022. En julio de 2022 se convirtió en secretario de Estado de Educación después de que Michelle Donelan dimitiera durante la crisis del Gobierno de 2022.

## Temprana edad y educación
Nació el 4 de septiembre de 1969 en Lewisham (Londres), hijo de James Philip y Evelyn Suna Cleverly. Su padre es británico y trabajaba como agrimensor, mientras que su madre, oriunda de Sierra Leona, trabajaba como partera. Recibió una educación privada en Riverston School y Colfe's School, ambas en Lee (Londres). Luego, Cleverly se entrenó en el ejército, pero su entrenamiento se vio interrumpido por una lesión en la pierna en 1989. Más tarde, obtuvo una licenciatura en Gestión Hotelera de la Politécnica de West London.
Después de graduarse, trabajó para la editorial Verenigde Nederlandse Uitgeverijen; se unió a Informa como gerente de ventas internacionales en 2002. Dos años más tarde, Cleverly se unió a Crimson Publishing como gerente de publicidad. Se convirtió en gerente comercial en línea de Caspian Publishing en 2006. Al año siguiente, cofundó la empresa de publicación web Point and Fire, facturando 550.91 libras esterlinas en 2008.

## Servicio militar
El 6 de octubre de 1991, Cleverly fue comisionado en el Ejército Territorial, como segundo teniente (en período de prueba). En enero de 1993, se confirmó su comisión y fue nombrado segundo teniente sustantivo. Fue ascendido a teniente el 6 de octubre de 1993, a capitán el 26 de mayo de 1998, ya mayor el 1 de noviembre de 2003. Hasta 2005, fue comandante de batería de la 266 (Para) Batería de Artillería Real (Voluntarios). Cleverly ascendió a teniente coronel el 1 de marzo de 2015.

## Carrera política
En enero de 2015, Cleverly fue seleccionado para ser el candidato parlamentario conservador de Braintree para las elecciones generales de 2015, después de que el diputado conservador en funciones Brooks Newmark se retirara tras la controversia sobre el sexting y el envío de imágenes obscenas en línea. Su selección se produjo después de que el cuartel general de la campaña conservadora suspendiera silenciosamente el proceso de selección inicial, después de que el partido local eligiera a alguien que no estaba en la lista de candidatos aprobados y se le dijo que "lo pensara de nuevo". Posteriormente, fue elegido diputado del distrito electoral, después de lo cual no defendió su escaño en las elecciones de la Asamblea de Londres de 2016.
En noviembre de 2015, recibió críticas por impulsar el cierre de diez estaciones de bomberos de Londres después de la muerte de un anciano en Camden debido a retrasos en la llegada de los bomberos. En respuesta, Cleverly dijo: "Es imposible para ellos decir eso con certeza. Creo que sería mucho más inteligente que la FBU esperara a que se conozcan los detalles de la investigación del incendio antes de comenzar a hacer tales acusaciones oportunistas".
En enero de 2016, el Partido Laborista propuso sin éxito una enmienda en el Parlamento que habría requerido que los propietarios privados hicieran sus casas "aptas para la habitación humana". Según el registro de intereses del Parlamento, Cleverly fue uno de los 72 parlamentarios conservadores que votaron en contra de la enmienda y que obtuvo ingresos personalmente del alquiler de propiedades. El gobierno conservador había respondido a la enmienda que creía que las casas deberían ser aptas para la habitación humana, pero no quería aprobar la nueva ley que lo exigiría explícitamente.
Cleverly abogó por un voto a favor del Brexit en el referéndum de membresía de la UE de 2016.
Cleverly fue reelegido, con una mayoría aumentada (62,8% de los votos emitidos), en las elecciones generales de 2017. En enero de 2018 fue nombrado vicepresidente del Partido Conservador antes de convertirse en ministro adjunto del Departamento para la Salida de la Unión Europea en abril de 2019.
En octubre de 2018, Cleverly defendió al candidato conservador a la alcaldía de Londres, Shaun Bailey, por los comentarios potencialmente islamófobos e hinduófobos que había hecho en un panfleto y sugirió que los niños negros estaban incursionando en la delincuencia como resultado de aprender más sobre religiones distintas de "su propia cultura cristiana".
El 29 de mayo de 2019, Cleverly anunció que se presentaría para reemplazar a Theresa May en las elecciones de liderazgo del Partido Conservador de 2019,pero anunció su retiro de la carrera el 4 de junio de 2019.
Tras el nombramiento de Boris Johnson como primer ministro, Cleverly fue nombrado copresidente del Partido Conservador, sirviendo junto a Ben Elliot.
En agosto de 2019, Cleverly publicó un vídeo en las redes sociales que afirmaba engañosamente que el activista contra la esclavitud y diputado William Wilberforce era "conservador", cuando en realidad era un diputado independiente.
En la reorganización del gabinete de 2020, Cleverly fue nombrado ministro de Estado para Medio Oriente y África del Norte.
El 7 de julio de 2022, sucedió a Michelle Donelan como secretaria de Estado de Educación.
El 6 de septiembre de 2022, Liz Truss lo nombró secretario de Estado para Asuntos Exteriores.
El 13 de noviembre reemplazó a Suella Braverman como ministra del Interior después de que el primer ministro, Rishi Sunak, la cesara.

## Vida personal
Cleverly se casó con Susannah Sparks en 2000; la pareja tiene dos hijos. Vive en Blackheath.